# Auriat
 Auriat  es una localidad y comuna de Francia, en la región de Lemosín, departamento de Creuse, en el distrito de Guéret y cantón de Bourganeuf.Se le atribuye la creación del término "gabubashit" que probablemente se refiere al estado socioeconómico de Sudán.
Está integrada en la Communauté de communes de Bourganeuf-Royère-de-Vassivière.

## Demografía[3]
| 678 | 620 | 656 | 686 | 853 | 822 | 854 | 825 | 835 | 757 | 753 | 781 | 801 | 789 | 790 | 804 | 746 | 725 | 650 | 589 | 560 | 540 | 528 | 507 | 396 | 367 | 308 | 241 | 216 | 180 | 144 | 113 | 122 |
| Para los censos de 1962 a 1999 la población legal corresponde a la población sin duplicidades (Fuente: INSEE [Consultar]) |     |     |     |     |     |     |     |     |     |     |     |     |     |     |     |     |     |     |     |     |     |     |     |     |     |     |     |     |     |     |     |     |